# Genouillac (Charente)
Genouillac is een plaats en voormalige gemeente in het Franse departement Charente (regio Nouvelle-Aquitaine) en telt 568 inwoners (2004). De plaats maakt deel uit van het arrondissement Confolens. Genouillac is op 1 januari 2019 gefuseerd met de gemeenten Mazières, La Péruse, Roumazières-Loubert en Suris tot de gemeente Terres-de-Haute-Charente. 

## Geografie
De oppervlakte van Genouillac bedraagt 14,7 km², de bevolkingsdichtheid is 38,6 inwoners per km².
De onderstaande kaart toont de ligging van Genouillac (Charente) met de belangrijkste infrastructuur en aangrenzende gemeenten.

## Demografie
Onderstaande figuur toont het verloop van het inwonertal (bron: INSEE-tellingen).

## Tour de France
Op 10 juli 2008 passeerde de Tour de France Genouillac.